# Акияма, Денис
Денис ван Акияма (англ. Denis Van Akiyama) (28 мая 1952 – 28 июня 2018) — канадский актёр японского происхождения, работал в кино, на телевидении и в озвучивании. Наибольшую известность получил за озвучивание персонажей Человека-льда, Kenuichio Harada и Солнечного огня в мультсериале Люди Икс и Малахита (организация Королевство Тьмы) в оригинальной англоязычной версии аниме-сериала Сейлор Мун. Сыграл роль Шенджи в фильме «Джонни-мнемоник».
Родился в Торонто, провинция Онтарио, Канада. Акияма изучал психологию в Йоркском университете г. Торонто, после чего работал детским психологом. Затем он поступил на курсы актёрского мастерства в колледже Джорджа Брауна. В середине 1980-х он сыграл свои первые роли (эпизодические) на канадском телевидении.
Часто выступал приглашённым актёром в телесериале Katts and Dog. В 2015 году появился в фильме «Пиксели». 
Также был одарённым музыкантом, играл на трубе в оркестре Пукка (The Pukka Orchestra).
В 2018 году у него был обнаружен рак мочевого пузыря. Акияма скончался 28 июня 2018 года в возрасте 66 лет, от «очень редкой и агрессивной формы рака». После него осталась жена Даниэль О'Коннор Акияма (женат с 1987 года) и две дочери Кинтаро и Мия. В кино дебютировал в фильме «Пленённые сердца» (Captive Hearts) 1987 года.

## Фильмография

### Кино
| Год  | Фильм                             | Роль              | Примечания         |
| ---- | --------------------------------- | ----------------- | ------------------ |
| 1988 | Связанные насмерть                | Фармацевт         |                    |
| 1995 | Джонни-мнемоник                   | Шенджи            |                    |
| 1996 | Космические дальнобойщики         | Tech Leader       |                    |
| 2002 | Кодер                             | Speaker Omaha     |                    |
| 2005 | Лысый нянька: Спецзадание         | Mr. Chun          |                    |
| 2010 | Потрошители                       | доктор            |                    |
| 2010 | Обитель зла 4: Жизнь после смерти | Captain Hotaka    |                    |
| 2015 | Пиксели                           | профессор Иватани |                    |
| 2017 | Kill Order                        | Shiro Fujitaka    | Последняя кинороль |

### Телевидение
| Год       | Название                                 | Роль                                                           | Примечания                                          |
| --------- | ---------------------------------------- | -------------------------------------------------------------- | --------------------------------------------------- |
| 1988      | Пятница, 13-е                            | Hai Kwan                                                       | Серия: "Tattoo"                                     |
| 1991      | Rupert (телесериал)                      | Дополнительное озвучивание                                     |                                                     |
| 1991-1992 | The Adventures of Tintin                 | Mitsuhirato, Bunji Kuraki, Tharkey, Дополнительное озвучивание |                                                     |
| 1994      | Monster Force                            | Дополнительное озвучивание                                     | 13 серий                                            |
| 1994-1995 | Wild C.A.T.s                             | Dockwell (озвучивание)                                         | 14 серий                                            |
| 1994-1996 | Kung Fu: The Legend Continues            | Lai Tzu / Lai (озвучивание)                                    | 2 серии                                             |
| 1995-1996 | Люди Икс                                 | Человек-лёд, Kenuichio Harada, Солнечный огонь (озвучивание)   | 2 серии                                             |
| 1995      | Сейлор Му (телесериал)                   | Малахит (озвучивание)                                          | 17 серий                                            |
| 1997      | Дьяволик (мультсериал)                   | Директор Graffum (озвучивание)                                 | Серия: «Panther Uncaged»                            |
| 1998      | Серебряный Сёрфер (мультсериал)          | Watch Prime (озвучивание)                                      | 3 серий                                             |
| 1998-1999 | Mythic Warriors: Guardians of the Legend | Amycus, Cyclops (озвучивание)                                  | 2 серий                                             |
| 1999      | Medabots                                 | Mr. Referee (англоязычная версия, озвучивание)                 | 52 серий                                            |
| 1999      | Power Stone                              | Galuda, Referee (англоязычная версия, озвучивание)             | 7 серий                                             |
| 1999      | Мстители. Всегда вместе                  | Dr. Chris Johnson (озвучивание)                                | озвучивание: «Kang»                                 |
| 1999      | Нед и Ньютон                             | Guard, Elf (озвучивание)                                       | Серия: «Summer Gone, Summer Not/Sealed with a Newt» |
| 2001      | Braceface                                | Mr. Ling (озвучивание)                                         | Серия: «Take That»                                  |
| 2003      | Что новенького, Скуби-Ду?                | Japanese Police Officer #1 (озвучивание)                       | Серия: «Big Appetite in Little Tokyo»               |
| 2004      | Franny's Feet                            | Sally the tough old cat (озвучивание)                          | Серия: «The Lonely Library»                         |
| 2008      | Деграсси: Следующее поколение            | Oncologist                                                     | Серия: «Death or Glory: Part 2»                     |
| 2008      | Toot & Puddle                            | Dr. Ha Song (озвучивание)                                      | 5 серий                                             |
| 2008      | Chilly Beach мультсериал                 | Emperor (озвучивание)                                          | Серия«: The Canadian President»                     |
| 2010-2013 | Scaredy Squirrel                         | Дополнительное озвучивание                                     | 13 серий                                            |
| 2011      | Justin Time                              | Emperor (озвучивание)                                          | Серия: «Secret Surprise & a Mammoth Mistake»        |
| 2017      | Инспектор Гаджет (мультсериал)           | Hattori-San (озвучивание)                                      | Серия: «Tempest in a Tea Cup/Mr. Security»          |
| 2018      | Заложница (телесериал)                   | Sensei                                                         | Серия: «Strelochnik»                                |
| 2018      | Картер (телесериал)                      | Koji Yasuda                                                    | 6 серий 2 серии выпущены после смерти Акиямы        |

### Видеоигры
| Год  | Название                          | Роль                   | Примечания                          |
| ---- | --------------------------------- | ---------------------- | ----------------------------------- |
| 2001 | Onimusha                          | Nobunaga Oda, Narrator | англоязычный дубляж                 |
| 2006 | Tom Clancy’s Rainbow Six: Vegas   | Kan Akahashi           |                                     |
| 2008 | Tom Clancy’s Rainbow Six: Vegas 2 | Kan Akahashi           |                                     |
| 2011 | Deus Ex: Human Revolution         | Tong Si Hung           | отмечен в титрах как Dennis Akiyama |

- Seeing Things (1987, телесериал)
- Captive Hearts (1987) — Masato
- Diamonds (1987, телесериал)
- Blood Relations (1988) — кардиохирург
- Street Legal (1988-1989, телесериал) — Jonathan Imatsu / Satien Loc
- Katts and Dog (1988-1992, телесериал) — Ron Nakemura
- War of the Worlds (1990, телесериал — Chin
- Counterstrike (1990-1991, телесериал) — Lok
- In the Eyes of a Stranger (1992, телефильм)
- Guilty as Sin (1993) — Lab Technician
- Ghost Mom (1993, TV Movie) — Yamato
- The Busy World of Richard Scarry (1993-1997, телесериал) (озвучивание)
- WildC.A.T.S. (1994, телесериал) — Dockwell (озвучивание)
- Горец (мультсериал) (1994, телесериал) (озвучивание)
- Джонни-мнемоник (1995) — Шенджи
- Visitors of the Night (1995, телефильм) — Stranger #2
- Ultraforce (1995, телесериал) (озвучивание)
- Медвежонок (1995-1996) (озвучивание)
- The Neverending Story (1995, телесериал) (озвучивание)
- Rupert (1995, телесериал) (озвучивание)
- Ace Ventura: Pet Detective (1995, телесериал) (озвучивание)
- F/X: The Series (1996-1997, TV series) — Dr. Miller / Lambert Chang
- Balance of Power (1996) — Hastishita
- Крайние меры (1996) — Prof. Asakura
- Lethal Tender (1996) — Det. Peter 'Playdo' Ota
- L5: First City in Space (1996, Short) — Yoshio Mori
- Buried Secrets (1996, телефильм) — Doctor #1
- Flash Gordon (1996, телесериал) (озвучивание)
- Diabolik (1997, TV Series) ... Director Graffum (озвучивание)
- The Planet of Junior Brown (1997) — Mr. Tanaka
- Trader's Boy (1997, телесериал)
- Blazing Dragons (1997, телесериал) (озвучивание)
- Stickin' Around (1997, телесериал) (озвучивание)
- Пеппи Длинныйчулок (1997, телесериал) (озвучивание)
- Kassai and Leuk (1997, телесериал) (озвучивание)
- Mr. Men and Little Miss (1997, телесериал) озвучивание)
- Birdz (1998, TV Series) (озвучивание)
- Ned's Newt (1998, TV Series) (озвучивание)
- The Adventures of Sam & Max: Freelance Police (1998, телесериал) (озвучивание)
- Noddy (1998, телесериал) (озвучивание)
- Anatole (1998, телесериал) (озвучивание)
- Bob and Margaret (1998, телесериал) (озвучивание)
- The Dumb Bunnies (1998, телесериал) (озвучивание)
- Flying Rhino Junior High (1998, телесериал) (озвучивание)
- Rolie Polie Olie (1998, телесериал) (озвучивание)
- Apocalypse III: Tribulation (1999) — Store Clerk
- Rescue Heroes (1999, телесериал) (озвучивание)
- Killing Moon (1999) — Dr. Yamada
- Рэдволл (1999, мультсериал) (озвучивание)
- George and Martha (1999, телесериал) (озвучивание)
- Angela Anaconda (1999, телесериал) (озвучивание)
- Байки Хранителя склепа (1999, телесериал) (озвучивание)
- After Alice (2000) — Owen Gackstetter
- Corduroy (2000, телесериал) (озвучивание)
- Timothy Goes to School (2000, телесериал) (озвучивание)
- Marvin the Tap-Dancing Horse (2000, телесериал) (озвучивание)
- Pelswick (2000, TV Series) (озвучивание)
- Eckhart (2000, телесериал) (озвучивание)
- Anne of Green Gables: The Animated Series (2000, телесериал) (озвучивание)
- Code Name Phoenix (2000, TV Movie) — Dr. Fong
- Охотники за древностями (2000, телесериал) — Colonel Chang
- The Last Debate (2000, TV Movie) — TV Makeup Artist
- The Judge (2001, TV Movie) — Peter Jacoby
- Medabots (2001, телесериал) — Mr. Referee (озвучивание)
- Pecola (2001, телесериал) (озвучивание)
- Haven't We Met Before? (2002, телефильм)
- Quads! (2002, телесериал) (озвучивание)
- Бейблэйд (2002, телесериал манга) (озвучивание)
- Power Stone (2002, телесериал) (озвучивание)
- Одиссея 5 (2002, телесериал) — Akegi
- Kaput and Zosky (2002, телесериал) (озвучивание)
- Roboroach (2002, телесериал) (озвучивание)
- The Brady Bunch in the White House (2002, телефильм) — Hopeful Man
- Jacob Two-Two (2003, телесериал) (озвучивание)
- Chilly Beach (2003, телесериал) (озвучивание)
- Eloise at the Plaza (2003, телесериал) — Prince of Kushin
- King (2003, телесериал)
- Mayday (2003, телесериал) — Captain
- My Baby's Daddy (2004) — Cha Ching
- Добро пожаловать в Лосиную бухту (2004) — Izuki Nami
- The Cradle Will Fall (2004, телефильм) — Dr. Fachita
- H2O (2004, телесериал) — Kazio Izumi
- Doc (2004, телесериал) — Jian Wa
- Кевин Хилл (2004, телесериал) — Judge Porter
- Delilah and Julius (2005, телесериал) (озвучивание)
- Time Warp Trio (2005, телесериал) (озвучивание)
- Cool Money (2005, TV Movie) — District Attorney
- Расследования авиакатастроф (2005, документальный телесериал, Out of Control) — Captain Masami Takahama
- Grossology (2006, телесериал) (озвучивание)
- A Christmas Wedding (2006, телесериал) — Asian Pacific President
- Night (2007, Short) — Hikaru
- Storm Hawks (2007, телесериал) (озвучивание)
- Degrassi: The Next Generation (2008, телесериал) — Oncologist
- Toot and Puddle (2008, телесериал) — Dr. Ha Song (озвучивание)
- Flash of Genius (2008) — Dr. Ito
- Chilly Beach: The Canadian President (2008) — Emperor (озвучивание)
- Roxy Hunter and the Myth of the Mermaid (2008, телефильм) — Kyoto
- Wild Roses (2009, телесериал) — Fukuwawa Sr.
- Хранилище 13 (2009, телесериал) — Officer Ogawa
- Gangster Exchange (2009) — Takayama
- Air Crash Investigation (2010, документальный телесериал, Target Is Destroyed) — Captain Chun
- Wingin' It (2010-2012, телесериал) as Mr. Nakamora / Mr. Nakamura
- Air Crash Investigation (2012, документальный телесериал, Bad Attitude) — Captain Park
- The People Garden (2016) — Management 529
- Kiss and Cry (2017) — Shin Amano